# Pachyceryx dufranei
Pachyceryx dufranei är en fjärilsart som beskrevs av Sergius G. Kiriakoff 1965. Pachyceryx dufranei ingår i släktet Pachyceryx och familjen björnspinnare. Inga underarter finns listade i Catalogue of Life.